# Vòng tròn chết của kiến
Vòng tròn Chết của kiến (ant death spiral) hay Cối xay kiến (ant mill) là một thuật ngữ ám chỉ một hành động của các loài kiến, ví dụ như kiến lính. Cụ thể, khi một nhóm kiến bị lạc khỏi đàn và mất dấu hiệu mùi pheromone của đàn kiến, những con kiến lạc này bắt đầu bám theo sau lưng nhau và di chuyển thành vòng tròn, và chúng cứ di chuyển liên tục như thế cho đến khi chết vì kiệt sức. Hiện tượng này đã được kiểm chứng qua các thực nghiệm trong phòng thí nghiệm cũng như trong các bầy kiến giả lập. Người ta có thể tự dàn dựng các "vòng tròn kiến" bằng cách dụ các con kiến chạy lạc vào các khoảng không gian kín tỉ như trong lòng một chậu cây. Nhà nhiếp ảnh côn trùng Alex Wild nhận định rằng "vòng tròn" kiến có thể diễn ra ngay trong các trường hợp "bình thường" tỉ như kiến dò theo dấu vết đồ ăn thức uống như cà phê, và ông ghi nhận nhiều trường hợp đám kiến lính chạy vòng vòng trong nhà bếp của mình.
Hiện tượng này là một "tác dụng phụ" của tính chất tự tổ chức trong các bầy kiến. Cụ thể, những con kiến đều có bản năng bám theo sau lưng các thành viên khác đứng trước mặt nó, và khi "sự cố" xảy ra thì "vòng tròn chết" hình thành. Vòng tròn chết có thể thấy ở các loài kiến lính vốn bị mù; trong trường hợp bình thường việc nhận diện mùi và bám đuôi theo đồng loại giúp bầy kiến có thể di chuyển có tổ chức theo đàn và giúp các con kiến đi sau có thể bám theo các con kiến trinh sát đi trước, tuy nhiên khi tín hiệu mùi bị nhiễu loạn thì sẽ dẫn đến kết quả là bọn kiến nối đuôi nhau đi vòng vòng và chết trong cái vòng luẩn quẩn đó.
Vòng tròn chết của kiến được William Beebe mô tả năm 1921, khi ông quan sát một nhóm kiến "chạy vòng vòng" trong một vòng tròn chu vi 1.200 foot (365 m). Để đi hết cái vòng tròn như thế, mỗi con kiến cần đến 2 tiếng rưỡi đồng hồ. Hiện tượng tương tự cũng thấy ở loài bướm thuộc nhóm Thaumetopoeidae  và ở các loài cá. Có ý kiến khác cho rằng nhà sinh học T.C. Schneirla mới là người đầu tiên ghi nhận hiện tượng này vào năm 1936, khi ông quan sát vài trăm con kiến Eciton chạy vòng vòng cả ngày cho đến khi chết, quan sát này được ghi lại trong một bài báo khoa học năm 1944.
Alex Wild viết rằng hiện tượng này có hại cho bản thân mỗi cá nhân kiến nhưng hầu như vô hại đối với cả bầy kiến nếu xét đến việc một bầy kiến có thể sinh ra hàng trăm con mới để bù cho số bị chết. Có ý kiến cho rằng "vòng tròn chết" của kiến là một di tích của quá trình tiến hóa, tức là lịch sử quá trình tiến hóa đôi khi để lại các "tàn tích" là đặc tính cũ, thừa và tỏ ra vô dụng đối với tình trạng của sinh vật hiện tại.
Khi các chuyên viên vi tính ứng dụng hệ thống bản năng của kiến trong việc lập trình và giải một số thuật toán (ví dụ thuật toán tối ưu hóa đàn kiến), hiện tượng "vòng tròn chết" có thể gây ra các lỗi nghiêm trọng cho chương trình vi tính và vì vậy người ta thường phải bổ sung các biện pháp an toàn để ngăn ngừa nó xảy ra.